# سيليا كالديرون
سيليا كالديرون (بالإسبانية: Celia Calderón) هي رسامة مكسيكية، ولدت في 10 فبراير 1921 في مدينة مكسيكو في المكسيك، وتوفي بنفس المكان في 9 أكتوبر 1969.